# Колынигол
Колынигол — река в России, протекает по Ханты-Мансийскому АО. Устье реки находится в 78 км по левому берегу реки Большой Мёгтыгъёган. Длина реки составляет 50 км, площадь водосборного бассейна 393 км².

## Притоки
- 16 км: Тихая
- 36 км: Левый Колынъёган

## Данные водного реестра
По данным государственного водного реестра России, относится к Верхнеобскому бассейновому округу, водохозяйственный участок реки — Вах, речной подбассейн реки — бассейн притоков Верхней Оби от Васюгана до Ваха. Речной бассейн реки — Верхняя Обь до впадения Иртыша.